# Belenois solilucis
Belenois solilucis är en fjärilsart som beskrevs av Butler 1874. Belenois solilucis ingår i släktet Belenois och familjen vitfjärilar.
Artens utbredningsområde är Angola. Inga underarter finns listade i Catalogue of Life.

## Bildgalleri

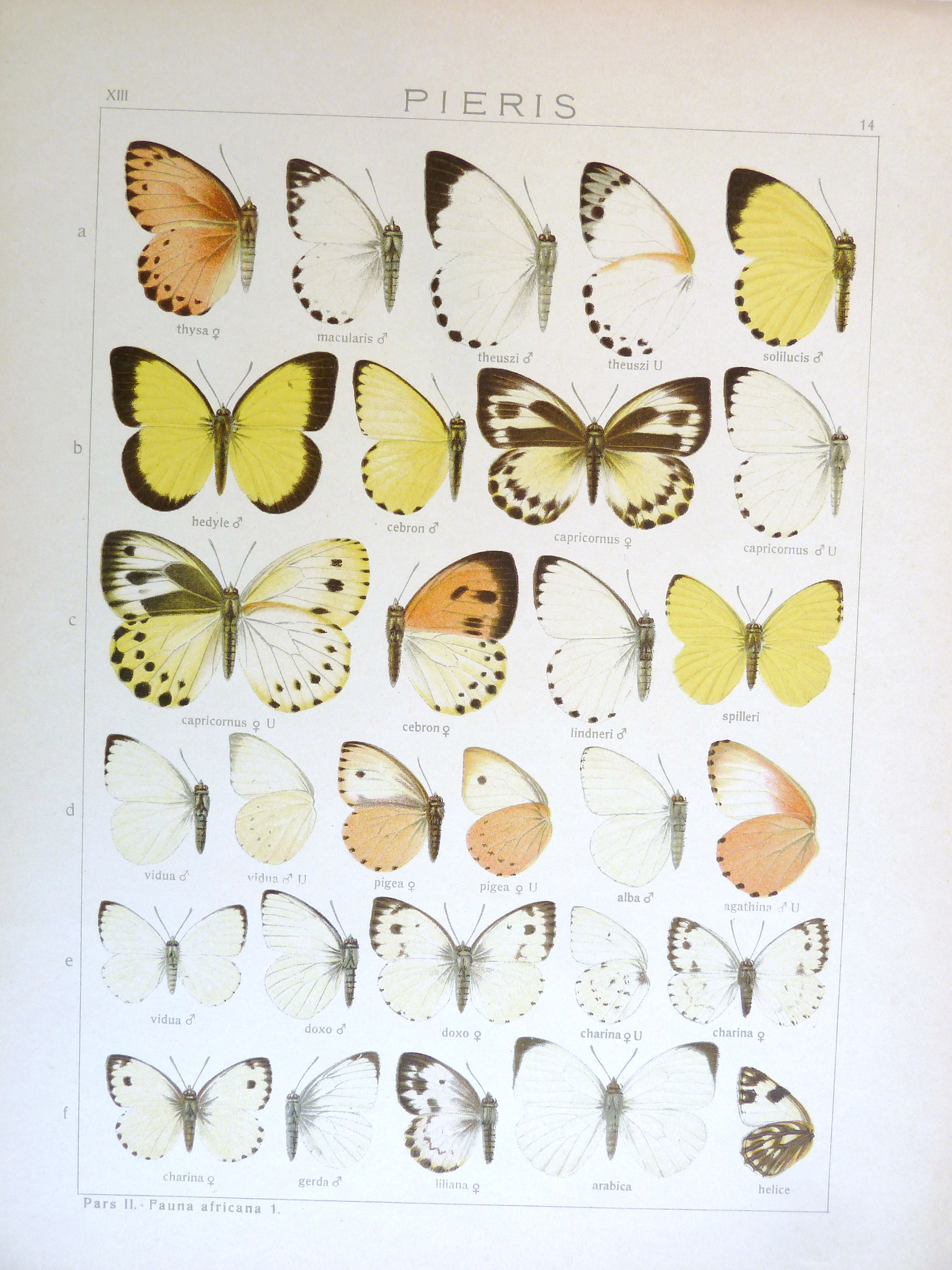